# Felipe III de Nassau-Weilburg
Felipe III de Nassau-Weilburg (Weilrod, 20 de septiembre de 1504 - Weilburg, 4 de octubre de 1559) fue conde de Nassau-Weilburg desde 1523 hasta su muerte, luego sus hijos, Alberto y Felipe se dividirian el territorio. 
Entre sus principales logros se encuentran la introducción de la Reforma Protestante, la fundación del Gymnasium Philippinum en Weilburg y el inicio de la construcción del castillo de Weilburg.

## Vida
Felipe era hijo de Luis I de Nassau-Weilburg (1473-1523). Tras la muerte de su padre, a los 19 años se hizo cargo de los asuntos de gobierno.
Durante el reinado de Felipe, Nassau-Weilburg comprendía los distritos de Weilburg, Merenberg, Usingen, Sonnenberg y Gleiberg y sus ciudades más importantes eran Kirberg, Weilmünster y Neuweilnau. Además, poseía influencia en territorios en forma de condominios. Entre los copropietarios de esos territorios se encontraban los condes de Nassau-Saarbrücken y Nassau-Wiesbaden así como el landgrave de Hesse.
La Reforma comenzó durante el mandato de Felipe I. Él promovió la Reforma en su territorio y para ello se alió con el landgrave Felipe I de Hesse. Por otra parte, se aseguró de no convertirse en vasallo de Hesse. Por ello, resaltó su posición como conde inmediato y participó activamente en la Asociación de condes imperiales de Wetterau.
Felipe murió en 1559 en Weilburg, a la edad de 55 años. Fue enterrado en la capilla del castillo de Weilburg, con un condado muy endeudado. Sus metas habían excedido sus posibilidades financieras. Sus hijos, Alberto y Felipe IV, cogobernaron Nassau-Weilburg conjuntamente hasta 1561, año en el que dividieron el territorio, Alberto recibió Nassau-Weilburg y Felipe IV recibió la región de Neuweilnau.

### Política exterior
Como su padre había dejado una gran deuda, Juan Luis de Nassau-Saarbrücken fue nombrado tutor y regente de Nassau-Weilburg. Felipe asumió el gobierno él mismo en 1524. Comenzó por dividir los señoríos de Stauf, Eisenberg y Kirchheim, estos eran propiedad conjunta de los condes de Nassau-Weilburg y Saarbrücken. También renovó el tratado de herencia entre estos dos en 1524. Con el progreso de la Reforma, los dos condes se distanciaron y Felipe buscó apoyo en la Asociación de Condes Imperiales de Wetterau.
Durante la Dieta de Ratisbona de 1532, Felipe de Nassau-Weilburg y su primo Felipe de Nassau-Wiesbaden prometieron al emperador Carlos V un total de 16 caballeros y 80 soldados de infantería para la guerra en curso contra el Imperio Otomano. A cambio de ese favor, el condado recibió los derechos de mercado de Rückershausen y Usingen.
Después de que la Asociación de Condes se disolviera en 1535, Felipe se puso en contacto con el Landgrave Felipe de Hesse. El 25 de enero de 1536, Felipe de Hesse y Felipe de Weilburg firmaron un acuerdo de intercambio de territorio integral. Nassau-Weilburg transfirió los ingresos fiscales de la ciudad imperial libre de Wetzlar, la soberanía sobre el castillo de Kalsmunt, el bailío imperial de Wetzlar y el dominio sobre la abadía de Altenberg a Hesse. A cambio, Felipe III recibió el castillo y la ciudad de Katzenelnbogen, el distrito y el castillo de Löhnberg y el derecho a redimir la parte de Hesse en el castillo y el distrito de Hadamar.
El 26 de agosto de 1537, Felipe III se unió oficialmente a la Liga de Esmalcalda por recomendación de Felipe I de Hesse. Sin embargo, sólo apoyó a regañadientes a la Liga. En particular, no pagó la contribución especial que la Liga había acordado, argumentando que no había recibido una copia de la carta de la Liga.
Después de que Felipe I se casara bígamamente en 1540 y la Liga no lo apoyara contra Tréveris, Felipe III se distanció de la Liga de Esmalcalda, sin dimitir oficialmente de su afiliación. No obstante, siguió manteniendo estrechos contactos con Felipe I de Hesse.
Durante la Guerra de Esmalcalda , Felipe III apoyó a Felipe I con ocho caballeros. Tras los primeros éxitos de las tropas imperiales en el Rio Danubio, retiró este apoyo. El mariscal de campo imperial Reinhard von Solms medió entonces para lograr una reconciliación entre Felipe III y el emperador Carlos V.
Después de haber dejado de apoyar a la Liga de Esmalcalda, Felipe III se dedicó a reconstruir la Asociación de Wetterau. La Asociación se restableció en 1542 y en 1549 fue elegido presidente de la Asociación.

#### Política minera
Para mejorar su situación financiera, Felipe intentó intensificar la explotación minera en su condado. Entre 1524 y 1530 fundó, junto con socios civiles, varias minas de hierro en los alrededores de Weilmünster. Con el tiempo, su familia consiguió hacerse con la mayoría de las acciones de las compañías mineras. En 1536 Felipe promulgó un reglamento minero uniforme para todo su territorio. Sin embargo, la recuperación económica que había esperado no se materializó.

#### Política de construcción
La residencia construida por Philip en Weilburg es el ala este del castillo de Weilburg.
Felipe III de Nassau-Weilburg inició varios proyectos de construcción en su condado. El proyecto más importante fue la construcción de una nueva residencia en Weilburg. El castillo de Weilburg se construyó en dos fases. El arquitecto Nicholas Schickedanz de Frankfurt construyó el ala este, un prestigioso edificio residencial. Balthasar Wolff de Heilbronn añadió las alas sur y oeste, que se utilizaron como edificios comerciales. La construcción duró desde 1533 hasta 1549. Aún hoy, el escudo de armas de la alianza de Felipe III de Nassau-Weilburg y Amalia de Isenburg-Büdingen está fijado en la torre de la escalera del ala este.
La iglesia de Weilburg, que estaba en ruinas, fue restaurada y en 1555 se le añadió una nueva torre. Esta torre también sirvió temporalmente como depósito de agua y más tarde se incorporó al castillo de Weilburg. En 1555, debajo del castillo, se construyó un puente de piedra sobre el río Lahn que unía los dominios de Weilburg y Merenberg.
Una vez finalizada la construcción en Weilburg, el castillo de Usingen fue ampliado nuevamente entre 1551 y 1558.

### Reforma en el condado
La Reforma se introdujo en Nassau-Weilburg durante el reinado de Felipe. Al principio, se unió a la Asociación de Condes Imperiales de Wetterau, pero a partir de 1526 asumió cada vez más el liderazgo. La Reforma se implementó rápidamente en las áreas que Felipe III poseía conjuntamente con Felipe I de Hesse, como el distrito de Hüttenberg y la zona a lo largo del río Lahn , con las ciudades de Heuchelheim , Kinzenbach, Launsbach, Wißmar, Rodheim y Fellingshausen.
Felipe asistió a la reunión de la Asociación de Wetterau el 20 de junio de 1524. La reunión decidió no aplicar el Edicto de Worms . Esto provocó un conflicto entre Felipe y el arzobispo Ricardo de Tréveris , quien sostenía que Felipe estaba interfiriendo en su jurisdicción espiritual y retenía los impuestos a los que Ricardo tenía derecho.
Durante la Guerra de los Campesinos Alemanes, Felipe se puso del lado de los arzobispos de Maguncia y Tréveris, los cuales intentaron aplastar el levantamiento.
En la reunión de la Asociación de Wetterau celebrada en 1525 en Butzbach, en presencia del conde Hermann de Neuenahr "el Viejo", se habló de la fe protestante. Se redactó una lista de monasterios y abadías para que pudieran ser gravados en el futuro. Por ejemplo, la abadía de Weilburg debía pagar 100 florines y el monasterio de Pfannstiel 15 florines.
En 1525, Felipe nombró a Erhard Schnepf como el primer sacerdote protestante de su condado. Después de la Dieta de Espira en 1526, Schnepf recibió el encargo de implementar la Reforma en Weilburg. Cuando llevó a cabo esta tarea, Schnepf se encontró con la oposición de la abadía de Weilburg, el monasterio de Pfannstiel y Johann Roß, el párroco de Weilburg. Felipe apoyó a Schnepf, a pesar de las protestas de los arzobispos de Maguncia y Tréveris. La Asociación de Wetterau se vio frenada por disputas internas. Cuando la Universidad de Marburgo le ofreció un puesto a Schneps, Felipe intentó retenerlo en Weilburg y expulsó a Johann Roß, que había sido sacerdote en Weilburg durante 28 años. Sin embargo, Schneps aceptó el puesto en Marburgo en 1528.
La Reforma fue continuada por el capellán de la corte Enrique Stroß, quien en 1535 introdujo el primer programa integral de visitas en Nassau-Weilburg.
La Reforma en Nassau-Weilburg se aceleró después de que Felipe se uniera a la Liga de Esmalcalda . Felipe ordenó la disolución del pequeño monasterio de Pfannstiel y la venta de algunos vasos litúrgicos valiosos de la abadía benedictina de Santa Walpurga en Weilburg. En 1540, Felipe fundó una escuela libre en Weilburg, que rápidamente se convirtió en un centro de educación. Fue el precursor del actual Gymnasium Philippinum Weilburg.
Tras la muerte de Heinrich Stroß, Kasper Goltwurm fue nombrado capellán de la corte de Weilburg en 1546. En 1547, Goltwurm organizó un sínodo del clero en el condado de Nassau-Weilburg y apoyó la escuela libre. En 1548, Felipe nombró oficialmente a Goltwurm como visitador.
La Reforma fue interrumpida por el Interim de Augsburgo. Goltwurm animó a los sacerdotes a resistir la Contrarreforma católica llevada a cabo por los arzobispos de Maguncia y Tréveris. La Contrarreforma fracasó, porque los obispos no tenían suficientes sacerdotes para atender a todas las parroquias y, por lo tanto, tuvieron que dejar algunos pastores reformados en el cargo. En 1550, Felipe le dio a Goltwurm seis meses de licencia. Goltwurm viajó a Wittenberg y escribió la bella y reconfortante historia de José, que dedicó a Felipe.
Felipe y Goltwurm pudieron reanudar la Reforma tras la Paz de Passau de 1552. Los sacerdotes católicos que habían sido nombrados durante la Contrarreforma fueron relevados de sus parroquias. Varios cálices y ornamentos valiosos fueron vendidos. La abadía de Weilburg recibió un nuevo orden. En 1553 se convocó un sínodo del clero reformado en Weilburg. La abadía de Weilburg fue disuelta definitivamente el 3 de enero de 1555. La jurisdicción espiritual de los arzobispos fue derogada con la Paz de Augsburgo.